# Медвежья услуга

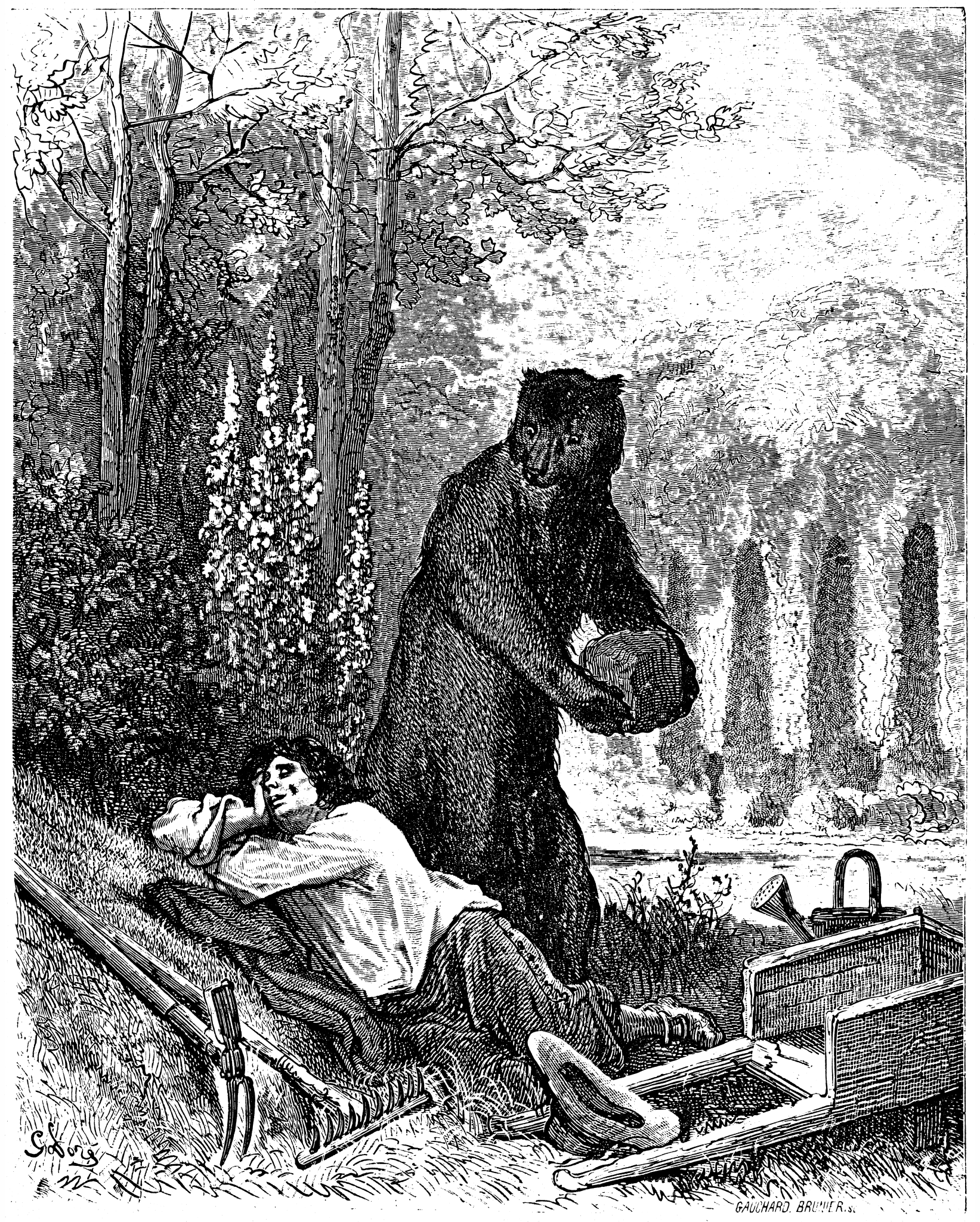
Иллюстрация Гюстава Доре к басне «Медведь и садовник»

Медвежья услуга — фразеологизм, означающий непрошеную, неумелую или неуместную помощь, которая приносит больше вреда, чем пользы.
Выражение является кратким описанием произошедшего в басне Жана де Лафонтена «Медведь и садовник» (1678, «L’Ours et l’Amateur des Jardins»), в которой медведь отгонял муху от лица спящего человека и в результате разбил ему камнем голову. Басня имеет индийское происхождение, и первоначально роль медведя в ней исполняет обезьяна.
В России фразеологизм распространился благодаря аналогичной басне И. А. Крылова «Пустынник и Медведь» (1807). В ней приводится ставшая пословицей фраза Услужливый дурак опаснее врага.
В скандинавских языках пишется слитно (bjørnetjeneste, björntjänst) и в настоящее время имеет сходное значение. Однако устаревшим на сегодня в датском (и, соответственно, норвежском) языках было значение «большая услуга». Языковой совет Норвегии считает, что фразеологизм не имеет удачных синонимов и предлагает использовать басню Лафонтена для обучения правильному пониманию его смысла. В современном датском языке слово некоторое время приводилось как пример энантиосемии (из-за наличия взаимоисключающих значений), однако, поскольку употребление старого значения сошло на нет с распространением нового, от этого отказались.